# 方徨
方徨（1915年—2005年），原名袁金元，男，江苏吴县人，中国电影导演，山东电影制片厂副厂长，珠江电影制片厂导演，中国电影家协会理事。